# 마담 시뇨리
《마담 시뇨리》(Signore & signori)는 1966년 개봉한 이탈리아의 옴니버스, 섹스 코미디 영화이다. 피에트로 제르미가 감독과 공동각본을 맡았다. 영화 《남과 여》와 함께 1966 칸 영화제에서 황금종려상을 수상했다.

## 줄거리
가상의 베네치아 마을 레제가에서 상류층 상인 및 전문직 집단은 복잡하게 얽힌 상호 배신을 숨기고 있다.
친구들에게 존경받고 두려움의 대상이기도 한 매력적인 플레이보이 토니 가스파리니는 친구이자 의사인 카스텔란 박사에게 몇 달 동안 발기부전이었다고 털어놓는다. 이 폭로는 카스텔란이 자신의 젊고 활기찬 아내 노에미에 대한 경계를 늦추도록 의도된 것이었다. 무감각한 의사는 순전히 가십의 즐거움을 위해 이 비밀 정보를 친구들 사이에 퍼뜨리며, 자신이 무심코 토니의 계획을 돕고 있다는 사실을 깨닫지 못한다. 파티 후, 카스텔란은 다른 사람들과 함께 나이트클럽에서 밤샘 유흥을 이어가고, 토니는 노에미를 집으로 데려다준다. 약 열흘 전 가스파리니의 최근 일탈을 목격했던 믿지 못하는 친구가 이 정보를 폭로하자, 의사는 집으로 서둘러 돌아오지만 노에미가 유혹당하는 것을 막기에는 너무 늦는다. 그는 자신의 명예를 지키기 위해 그 사건을 숨길 수밖에 없게 된다. 그가 집을 나서면서 읊조리는 역사적인 문구는 "그리고 우리끼리 비밀로 하자"로, 베네치아 방언(그리고 일반적으로 북동부 지역에서)으로 "베코" 또는 "배신당한 남편"으로 인식되지 않는 것이 중요함을 강조한다.
지배적이고 원한에 찬 아내 길다에게 실패와 야망 부족에 대해 끊임없이 비난받는 소심한 은행원 오스발도 비시가토는 일행이 자주 가는 바의 젊고 아름다운 캐셔 밀레나 줄리안과 야반도주하여 새로운 삶을 시작할 수 있다고 믿는다. 그러나 배신은 암묵적으로 용인되지만, 사회 규범은 이혼을 거부하며 온 마을이 그에게 반대하도록 만든다: 길다의 사촌(영향력 있는 이폴리타, 가스파리니의 아내), 소위 "친구들", 고용주, 본당 신부, 심지어 카라비니에리 사령관까지. 그들은 모두 그에게 재고하고 결혼 연합의 신성함이라는 환상을 유지하도록 강요한다. 돈 스키아본은 밀레나를 설득하여 마을을 떠나게 하고, 비시가토는 자살 시도와 병원 입원 후 순종적이고 체념한 채 돌아온다.
젊고 아름다운 시골 처녀 알다 크리스토폴레토(신발 판매원 리노 베네데티에 의해 우유처럼 희고 대리석처럼 강인하다고 묘사됨)가 쇼핑을 위해 마을에 도착하여 바람둥이 집단의 주목을 받는다. 그러나 다음 날, 열여섯 살 소녀의 아버지인 베피 크리스토폴레토는 미성년자 부패 혐의로 그들을 모두 고발한다. 재판의 스캔들로 인해 공동체가 오염되는 것을 막기 위해 경제 거물들과 종교 당국은 지역 언론을 침묵시킨다. 일련의 전화를 통해 그들은 기자 토사토에게 기사에서 가해자가 남지 않을 때까지 이름을 지우도록 재촉한다. 피고인 중 한 명의 아내인 냉정하고 계산적인 이폴리타는 순진하고 정직한 농부 크리스토폴레토를 설득하여 고소를 취하하게 한다. 그녀는 그 대가로 상당한 금액의 돈을 제공하고, 자신의 육체적 욕망을 충족시키고, "중재"를 위해 모인 기금의 상당 부분을 확보한다. 이 기금은 명목상 가난한 사람들을 위한 것이었다.